# Sellenberki csata
A sellenberki csata (egyes forrásokban szenterzsébeti csata) 1599. október 28-án (Julián naptár szerint október 18-án) zajlott le a II. (Vitéz) Mihály vezette havasalföldi és a Báthory András vezette erdélyi sereg között. A csata Báthory vereségével végződött; a Lengyelország felé menekülő erdélyi fejedelmet a székelyek Csíkszentdomokos határában meggyilkolták. November 1-jén Mihály bevonult Gyulafehérvárra, ahol november 20-án az erdélyi rendek hűségesküt tettek neki.

## Előzményei
A Habsburg Birodalom és az Oszmán Birodalom közötti tizenöt éves háború során 1594-ben Báthory Zsigmond erdélyi fejedelem csatlakozott a keresztény erőkhöz. Ugyanebben az évben titkos egyezséget kötött II. Mihály havasalföldi fejedelemmel, akinek katonákat küldött a törökök elleni lázadáshoz. A török elleni harchoz csatlakozott Áron moldvai fejedelem is. 1595-ben Szinán nagyvezér büntető hadjáratot indított a dunai fejedelemségek ellen, Havasalföld és Moldva elismerte Erdély fennhatóságát, cserébe Báthory Zsigmond védelmet ígért a hűbéresévé vált két fejedelemségnek.  A kezdeti sikerek után 1596-ban a mezőkeresztesi csatában az osztrák és erdélyi seregek vereséget szenvedtek III. Mehmed oszmán szultán hadaitól. 1597-ben Báthory Zsigmond lemondott Erdélyről Rudolf császár javára, 1598. áprilisban pedig a császári biztosok át is vették Erdélyt és Partiumot. Báthory azonban ugyanennek az évnek augusztusában visszatért Erdélybe, majd 1599. márciusban ismét lemondott az uralkodásról, ezúttal unokatestvére, Báthory András bíboros javára. Báthory Andrást mind a lengyelek, mind a lengyel befolyás alatt álló Jeremiás moldvai fejedelem támogatta a török Portánál. A havasalföldi fejedelem fenyegetésként értékelte a török-lengyel-moldvai-erdélyi kapcsolatokat, ezért 1599. október 5-én – Rudolf tudtával és anyagi támogatásával – Erdély ellen indult,  annak ellenére, hogy 1599. június 26-án főembereivel együtt hűséget esküdött Báthory Andrásnak.
A kortárs Somogyi Ambrus szerint Mihály esküszegéséért Kornis Gáspár volt a felelős, mert rábeszélte a Báthory által Mihályhoz küldött követet, hogy mondja azt, hogy Báthory András azt parancsolta, hogy távozzon Havasalföld éléről. Vele ellentétben a szintén kortárs Szamosközy István szerint Kornis mindent elkövetett Mihály meggyőzésére, de nem járt sikerrel, „mert a barbár […] csak hitegette”
Báthory Andrást több helyről is figyelmeztették Mihály készülődésére, de nem hitte el a híreket, sőt azt is megengedte a havasalföldi fejedelemnek, hogy Erdélyben toborozzon fegyvereseket a törökök ellen. Amikor azonban Mihály engedélyt kért, hogy Erdélyen át vonulhasson a Magyarországon levő Ibrahimn pasa ellen, Báthory megtagadta hozzájárulását. Szeptember végén Kornis Gáspárt és Sennyey Pongrácot követségbe küldte Mihályhoz, hogy kitudja szándékait. Mihály megesküdött a követeknek, hogy nem készül Erdély ellen; Báthory András ezt elhitte, és katonáit hazaengedte, maga pedig Gyulafehérvár szépítésével foglalkozott.
Mihály október 14-én Ploiești-nél gyűjtötte össze seregeit. A csapatokat két részre osztva ő maga a zsoldosokkal együtt Bodzaforduló irányába indult, hogy csatlakozásra bírja a Báthoryak uralkodásával elégedetlen székelyeket. Ez meg is történt, miután Mihály megesküdött, hogy visszaadja a székelyek régi privilégiumaikat és lerontatja a II. János által építtetett Székelytámadt és Székelybánja várakat; ez meg is történt. A sereg hazai (olténiai) része néhány nappal később Vöröstoronynál kelt át a Kárpátokon. A legtöbb bojár magával vitte családját is, hogy ne legyenek a törököknek kitéve a védelem nélkül maradt Havasalföldön. Október 26-án Mihály két serege Nagytalmácsnál egyesült, és megindultak Nagyszeben irányába.
Báthory András csak október 19-én értesült a havasalföldi betörésről. Székely Mózest felderítő útra küldte a havasalföldiek elé, futárokat küldött Erdély-szerte a hadsereg összegyűjtésére. A székelyeknek ő is megígérte az elveszett szabadság visszanyerését. Segítségért írt Jeremiás moldvai fejedelemnek is, de a futárt útközben elfogták. Báthory a kormányzást testvérére, Istvánra és Gyulafi Lászlóra bízta, és október 22-én elindult a szászsebesi táborba, onnan pedig az összegyűjtött sereggel Nagyszeben felé.
Október 27-én a két sereg találkozott egymással; Mihály fejedelem alkudozást kezdett, és huszonnégy órai fegyverszünetet kért, mert be kellett várnia segédcsapatait és ágyúit, meg különben sem akart ütközetet Szent Lukács napján. A tárgyalások nem jártak sikerrel, mert Mihály olyan feltételeket szabott, amelyeket Báthory András semmiképpen sem fogadhatott el: Erdély fogadjon hűséget Rudolf császárnak, fizessen 100 000 forint hadisarcot, mondjon le Havasalföldről, és adja vissza az uralkodást Báthory Zsigmondnak.

## A csata

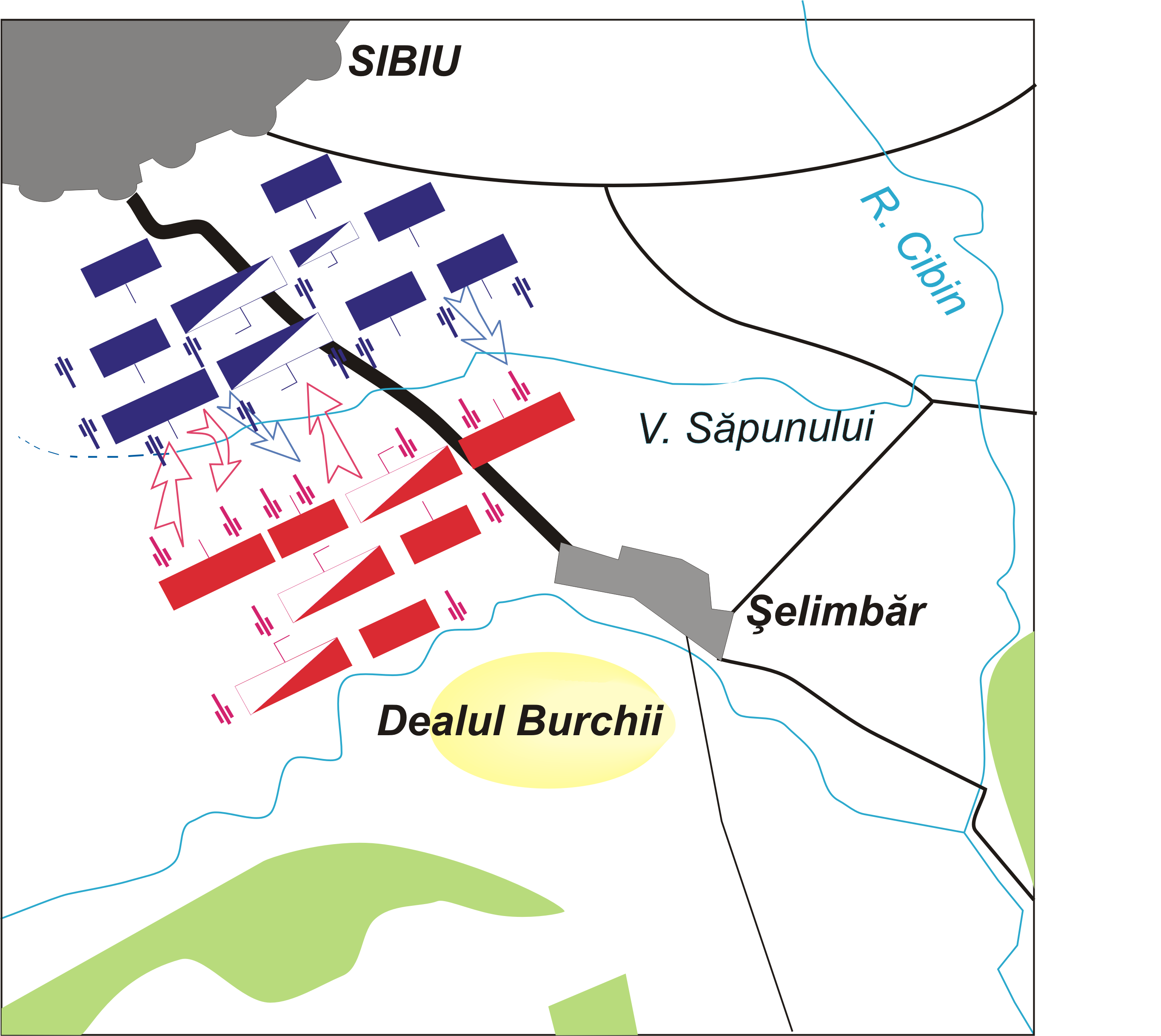
A csapatok elhelyezkedése a csata kezdetekor

Mihály fejedelem a fegyverszünet alatt a Nagyszeben melletti Sellenberk határán levő domboldalra állította fel csapatait. Báthory András csapatai a Szeben folyó  jobb partján levő réten helyezkedtek el. A folyó részben védte, részben akadályozta a mozgásban az erdélyi csapatokat; a havasalföldiek pozíciója lényegesen előnyösebb volt.
Az erdélyi sereg hármas csatarendben állt fel. Az első sort mintegy ezer lovas alkotta, Székely Mózes parancsnoksága alatt, hozzájuk még 300–600 lengyel könnyű lovas csatlakozott. A jobb szárnyon 800–1000 gyalog helyezkedett el Lázár István vezetésével, a bal szárnyon pedig a 600 fős udvari testőrség, élén Perrusith Mátéval. A második csatasorban a megyei katonaság és nemesek csapatai álltak, mintegy 2000 fő; ennek vezetői Kornis Gáspár és Sennyey Pongrác voltak. Két oldalon 1000–1000 főnyi gyalogság állt. A harmadik sort csupán 600 lovas alkotta, parancsnokuk Mindszenti Benedek volt. Báthory András a seregtől balra, egy emelkedésen állt; az egész sereg parancsnokságát Kornis Gáspárra bízta.
A havasalföldi sereg szintén hármas csatarendben állt fel. Az első sorban, Székely Mózes lovasaival szemben magyar zsoldosok álltak Makó György vezetésével. A balszárnyon, Lázár István gyalogjaival szemben Baba Novac szabadcsapata, a jobb szárnyon szerb lovasság helyezkedett el. A második sort lengyel kozákok és havasalföldi lovaskatonák alkották, a harmadik sort pedig a bojárok seregei, élén Mihállyal, valamint a székelyek.
A támadást a havasalföldiek kezdték reggel 9 óra körül ágyúzással, de ezzel nem mentek sokra a tüzérek ügyetlensége miatt. Az ütközet kezdetén a román származású Szalasdi (Zalasdi) Dániel átállt a havasalföldiekhez, és értékes információt szolgáltatott az erdélyi sereg gyengeségeiről. A lovas támadást Baba Novac indította az erdélyi jobb szárny ellen, de Lázár István csapata visszaverte. Mihály magyar zsoldosait küldte segítségül, akik Baba Novac hajdúival együtt két oldalról támadtak az erdélyiekre, nagy veszteségeket okozva nekik; maga Lázár is elesett. A másik havasalföldi csapat középen Székely Mózes lovasait támadta, de visszaverték őket. A csata változó szerencsével folyt; maguk a fejedelmek is harcba szálltak. Miután Kornis Gáspár, Ravazdi György, Bolyai Gáspár és más vezetők is fogságba estek (egyes vélemények szerint Kornis megadta magát), Báthory András elmenekült. Ennek ellenére a csata tovább folytatódott, és Mihály már megfutamodott, de visszatért, amikor a székelyek és az erdélyiektől átállt lengyelek a segítségére siettek. Napnyugtakor még egyik fél sem mondhatta győztesnek magát, azonban éjjel Mihály értesült arról, hogy Báthory elmenekült, és hajnalban rajtaütött az erdélyi táboron, 32 ágyút zsákmányolva; ezzel ő került ki győztesként.
A csatának a helyszínen jelenlevő Malespina pápai követ szerint ezerötszáz halottja volt, legtöbbjük Mihály seregéből. Más tudósítások mintegy négyezer halottról szóltak. Mihály utasította a nagyszebeni polgárokat, hogy temessék el a holttesteket. Mivel a kiásott nagy méretű sírban nem fértek el a tetemek, ezeket halomba rakták és befedték földdel. A sírdombot ma Movila lui Mihai [Mihály dombja] néven ismerik.

## Következményei
November 1-jén Mihály bevonult Gyulafehérvárra – ahonnan a Báthory Endre által megbízott kormányzók elmenekültek, – és beszállásolta magát a fejedelmi palotába. Onnan üzenetet küldött Rudolf császárnak, és helytartójaként viselkedett, a november 20-ára összehívott országgyűlésen azonban fejedelemmé választatta magát. A székelyeknek néhány kivétellel visszaadta kiváltságaikat. Báthory Zsigmond kincseit Havasalföldre szállíttatta, a városoktól sarcot szedett, a hűtlennek nyilvánított főurak vagyonát elkobozta, és részben kiosztotta saját bojárjai között, részben megtartotta. A fő tisztségekre saját embereit nevezte ki, a megyék és székek ellenőrzésére havasalföldi kapitányokat rendelt ki. A bevett felekezetek közé emelték a görögkeleti vallást, a kálvinizmust és unitarizmust pedig kizárták. Miközben Mihály Rudolf császárral tárgyalásokat folytatott, amelynek során a Havasalföld, Moldva és Erdély feletti uralkodást próbálta megszerezni, hadserege az országot fosztogatta.
Báthory András Moldván keresztül Lengyelországba próbált menekülni kíséretével, azonban Csíkszentdomokos mellett a székelyek megölték. Fejét levágták, és Gyulafehérvárra vitték Mihálynak. Mihály elhozatta holttestét is, és a templomban díszes körülmények között temettette el.

## Emlékezete

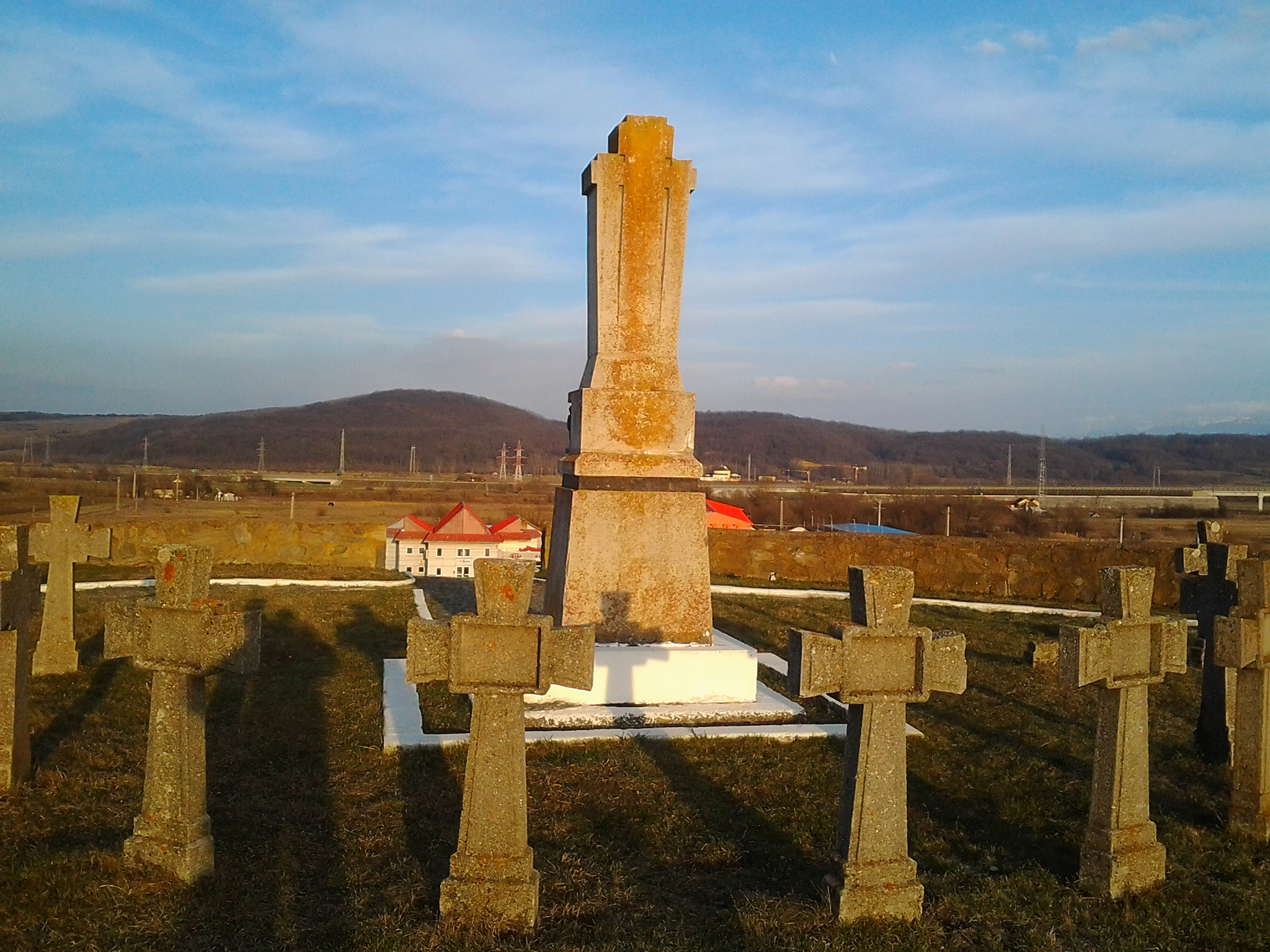
A sellenberki emlékkereszt

Sellenberktől délnyugatra 2 kilométer távolságra emlékkereszt áll, amelyet 1932-ben az ASTRA egyesület állíttatott a sellenberki csata és az első világháború halottainak emlékezetére. 2022-ben arról számoltak be a híradások, hogy az emlékmű körüli részt  motorosok és terepautósok gyakorlópályának használják.
Sergiu Nicolaescu Vitéz Mihály című filmjének (1970) a sellenberki csatát ábrázoló jeleneteit a csata helyszínén forgatták.